# فهرست تیم‌های ملی بسکتبال مردان
این صفحه فهرست تیم‌های ملی بسکتبال مردان جهان است. بیش از ۲۰۰ تیم ملی بسکتبال وجود دارد و این ورزش دومین ورزش با بیشترین تعداد تیم‌های ملی است. تمامی کشورهای عضو سازمان ملل به جز لیختن‌اشتاین، دارای تیم ملی بسکتبال هستند و علاوه بر آن‌ها چندین تیم از قلمروهای وابسته، نهادهای فرعی و کشورهای با رسمیت محدود نیز در این فهرست گنجانده شده‌اند.

## کنفدراسیون‌های وابسته به فیبا

نقشهٔ جهان با پنج کنفدراسیون

در این بخش ۲۱۳ تیم ملی بسکتبال مردان وابسته به فیبا از طریق کنفدراسیون‌های قاره‌ای فهرست می‌شوند. اعضای فیبا واجد شرایط ورود به جام جهانی بسکتبال هستند و مسابقات بین آن‌ها به‌عنوان مسابقات رسمی بین‌المللی شناخته می‌شود.
پنج کنفدراسیون عبارت‌اند از:
- آفریقا – فیبا آفریقا
- آمریکا – فیبا آمریکا
- آسیا – فیبا آسیا
- اروپا – فیبا اروپا
- اقیانوسیه – فیبا اقیانوسیه

فیبا جام جهانی بسکتبال را به‌عنوان مسابقاتی برای تیم‌های ملی برای انتخاب قهرمان جهان برگزار می‌کند. هر کنفدراسیون همچنین مسابقات قهرمانی خود را برای یافتن بهترین تیم از بین اعضای خود اجرا می‌کند:
- آفریقا – مسابقات قهرمانی بسکتبال آفریقا
- آمریکا – مسابقات قهرمانی بسکتبال آمریکا
- آسیا – جام فیبا آسیا
- اقیانوسیه – مسابقات قهرمانی بسکتبال اقیانوسیه
- اروپا - مسابقات بسکتبال قهرمانی اروپا

اعضای فیبا شامل بیشتر کشورهای عضو سازمان ملل متحد و همچنین یک کشور ناظر در سازمان ملل (فلسطین) است. این اعضا همچنین شامل چندین کشور شامل مناطق خودمختار، دولت‌های همراه، سرزمین‌های وابسته و دو کشور مستقل هستند که عضو یا ناظر سازمان ملل نیستند (کوزوو و جمهوری چین). تیم جمهوری چین (تایوان) توسط فیبا و کنفدراسیون‌های قاره‌ای وابسته به آن با عنوان " چین تایپه " فعالیت می‌کند.

### فیبا آفریقا

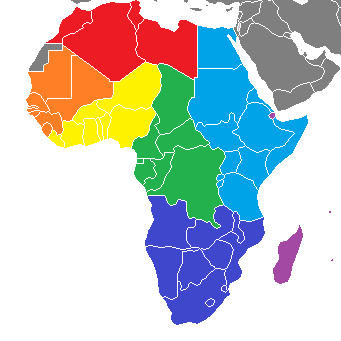
زیرمنطقه‌های فیبا آفریقا

فیبا آفریقا که دارای ۵۴ تیم ملی است، به ۷ منطقه تقسیم شده‌است.
| - الجزایر (۱۹۶۳) - لیبی (۱۹۶۱) - مراکش (۱۹۳۶) - تونس (۱۹۵۶) - کیپ ورد (۱۹۸۸) - گامبیا (۱۹۷۲) - گینه (۱۹۶۲) - گینه بیسائو (۱۹۹۴) - مالی (۱۹۶۱) - موریتانی (۱۹۶۴) - سنگال (۱۹۶۲) - سیرالئون (۱۹۹۱) - بنین (۱۹۶۲) - بورکینافاسو (۱۹۶۴) - ساحل عاج (۱۹۶۲) - غنا (۱۹۶۲) - لیبریا (۱۹۶۴) - نیجر (۱۹۶۳) - نیجریه (۱۹۶۴) - توگو (۱۹۶۳) | - کامرون (۱۹۶۵) - آفریقای مرکزی (۱۹۶۳) - چاد (۱۹۶۳) - کنگو (۱۹۶۲) - کنگو (۱۹۶۳) - گینه استوایی (۱۹۹۴) - گابن (۱۹۶۵) - سائوتومه و پرنسیپ (۱۹۸۳) - بوروندی (۱۹۹۴) - مصر (۱۹۳۴) - اریتره (۱۹۹۷) - اتیوپی (۱۹۴۹) - کنیا (۱۹۶۵) - رواندا (۱۹۷۷) - سومالی (۱۹۶۰) - سودان جنوبی (۲۰۱۳) - سودان (۱۹۵۳) - تانزانیا (۱۹۶۳) - اوگاندا (۱۹۶۳) | - آنگولا (۱۹۷۹) - بوتسوانا (۱۹۹۷) - اسواتینی (۲۰۰۰) - لسوتو (۱۹۹۷) - مالاوی (۱۹۸۸) - موزامبیک (۱۹۷۸) - نامیبیا (۱۹۹۵) - آفریقای جنوبی (۱۹۹۲) - زامبیا (۱۹۶۲) - زیمبابوه (۱۹۶۲) - کومور (۱۹۹۵) - جیبوتی (۱۹۷۹) - ماداگاسکار (۱۹۶۳) - موریس (۱۹۵۹) - سیشل (۱۹۷۹) |

### فیبا آمریکا

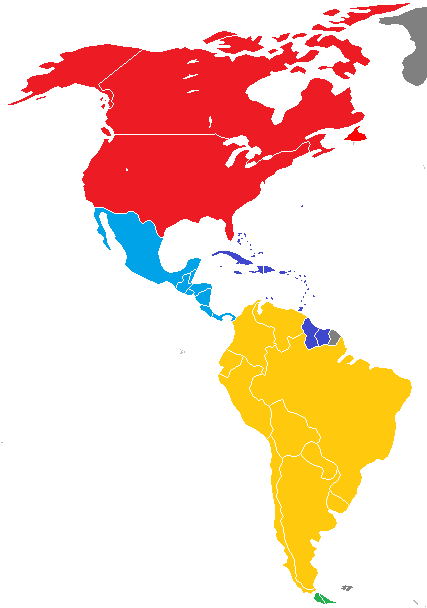
زیرمنطقه‌های فیبا آمریکا

فیبا آمریکا (کنفدراسیون بسکتبال پان-آمریکن سابق) که کنترل آمریکای شمالی، آمریکای مرکزی، دریای کارائیب و آمریکای جنوبی را در اختیار دارد، دارای ۴۳ تیم ملی است که به سه منطقه تقسیم شده‌اند. کنفدراسیون بسکتبال آمریکای مرکزی و کارائیب (CONCECABA) بیشتر به منطقهٔ آمریکای مرکزی و منطقهٔ کارائیب تقسیم می‌شود.
| - آنتیگوآ و باربودا - آروبا - باهاما - باربادوس - برمودا - جزایر ویرجین انگلستان - جزایر کیمن - کوبا - دومینیکا - دومینیکن - گرنادا - گویان - هائیتی - جامائیکا - مونتسرات - پورتوریکو - سنت کیتس و نویس - سنت لوسیا - سنت وینسنت و گرنادین‌ها - سورینام - ترینیداد و توباگو - جزایر تورکس و کایکوس - جزایر ویرجین ایالات متحده | - بلیز - کاستاریکا - السالوادور - گواتمالا - هندوراس - مکزیک - نیکاراگوئه - پاناما - کانادا - ایالات متحده آمریکا | - آرژانتین - بولیوی - برزیل - شیلی - کلمبیا - اکوادور - پاراگوئه - پرو - اروگوئه - ونزوئلا |

### فیبا آسیا

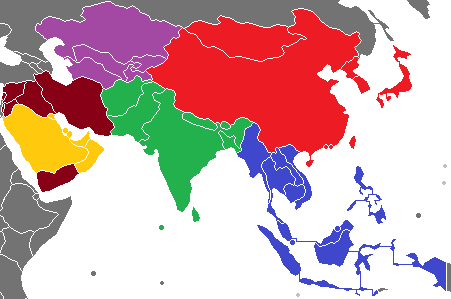
زیرمنطقه‌های فیبا آسیا

فیبا آسیا (کنفدراسیون بسکتبال آسیای سابق) به ۶ منطقه تقسیم شده و دارای ۴۴ تیم ملی است.
| - قزاقستان - قرقیزستان - تاجیکستان - ترکمنستان - ازبکستان - چین - تایوان - هنگ کنگ - ژاپن - ماکائو - مغولستان - کرهٔ شمالی - کرهٔ جنوبی | - بحرین - کویت - عمان - قطر - عربستان سعودی - امارات متحدهٔ عربی - افغانستان - بنگلادش - بوتان - هند - مالدیو - نپال - پاکستان - سری‌لانکا | - برونئی - کامبوج - اندونزی - لائوس - مالزی - میانمار - فیلیپین - سنگاپور - تایلند - ویتنام - ایران - عراق - اردن - لبنان - فلسطین - سوریه - یمن |

### فیبا اروپا

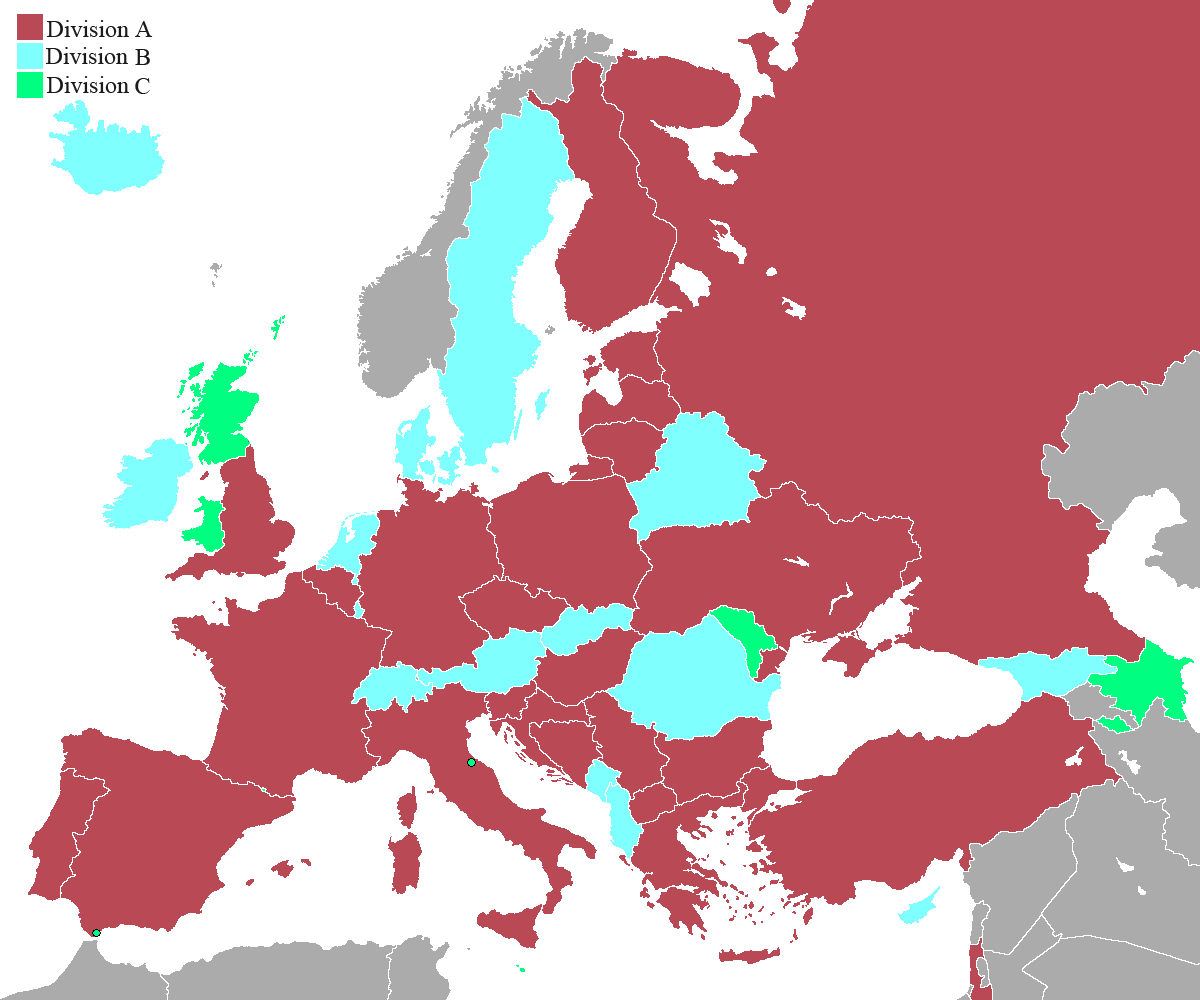
زیرمنطقه‌های فیبا اروپا

فیبا اروپا دارای ۵۰ کشور عضو تحت آن است.
| - آلبانی - آندورا - ارمنستان - اتریش - آذربایجان - بلاروس - بلژیک - بوسنی و هرزگوین - بلغارستان - کرواسی - قبرس - چک - دانمارک - استونی - فنلاند - فرانسه - گرجستان | - آلمان - جبل طارق - بریتانیای کبیر - یونان - مجارستان - ایسلند - ایرلند - اسرائیل - ایتالیا - کوزوو - لتونی - لیتوانی - لوکزامبورگ - مالت - مولدووا - موناکو - مونته‌نگرو | - هلند - مقدونیه شمالی - نروژ - لهستان - پرتغال - رومانی - روسیه - سان مارینو - صربستان - اسلواکی - اسلوونی - اسپانیا - سوئد - سوئیس - ترکیه - اوکراین |

 بریتانیای کبیر تیم ترکیبی انگلستان، اسکاتلند و ولز در یوروبسکت ۲۰۰۹ شرکت کرد و در المپیک ۲۰۱۲ بازی کرد و از ۳۰ سپتامبر ۲۰۱۶، انگلستان، اسکاتلند و ولز عضویت خود در فیبا را لغو کردند و در سطح بین‌المللی با عنوان «فدراسیون بسکتبال بریتانیا» فعالیت می‌کنند.

### فیبا اقیانوسیه
فیبا اقیانوسیه دارای ۲۲ کشور عضو است.
| - ساموای آمریکا - استرالیا - جزایر کوک - میکرونزی - فیجی - گوآم - کیریباتی - جزایر مارشال - نائورو - کالدونیای جدید - نیوزیلند | - جزیره نورفک - جزایر ماریانای شمالی - پالائو - پاپوآ گینهٔ نو - ساموآ - جزایر سلیمان - پلی‌نزی فرانسه - تیمور شرقی - تونگا - تووالو - وانواتو |

## تیم‌های غیر وابسته
- لیختن‌اشتاین
- نیووی
- واتیکان

## تیم‌های سابق
- چکسلواکی - به دو تیم زیر تقسیم شد.
  -  چک
  -  اسلواکی
- آلمان شرقی - با پیوستن به  آلمان غربی تیم  آلمان را تشکیل دادند.
- ویتنام جنوبی - پس از پیوستن به
  -  ویتنام شمالی تیم  ویتنام را تشکیل دادند.
- یمن جنوبی - با پیوستن به
  -  یمن شمالی تیم  یمن را تشکیل دادند.
- اتحاد جماهیر شوروی - پس از فروپاشی به پانزده کشور مختلف تقسیم شد:

| - ارمنستان - آذربایجان - بلاروس | - گرجستان - قزاقستان - قرقیزستان | - مولداوی - تاجیکستان - ترکمنستان | - اوکراین - ازبکستان |

سه کشور بالتیک و روسیه که پیش از سال ۱۹۴۵ در مسابقات بین‌المللی بازی می‌کردند رکوردهای قدیمی خود را پس از فروپاشی  اتحاد جماهیر شوروی حفظ کردند.
-  استونی
-  لتونی
-  لیتوانی
-  روسیه

تیم متحد (با نام مستعار تیم کشورهای مشترک‌المنافع (CIS)) برای بازی‌های المپیک تابستانی ۱۹۹۲ یک تیم یک‌باره بود و تنها در آن مسابقات حاضر بود.
- جمهوری متحد عربی - به تیم‌های زیر تقسیم شد:
  -  مصر
  -  سوریه
- یوگسلاوی - پس از فروپاشی یوگسلاوی به ۵ تیم تقسیم شد:
  -  بوسنی و هرزگوین
  -  کرواسی
  -  مقدونیه شمالی
  -  اسلوونی
  -  صربستان و مونته‌نگرو - مجدداً به دو تیم تقسیم شد:
    -  مونته‌نگرو
    -  صربستان که تیم  کوزوو نیز از آن مستقل شد.
- آنتیل هلند - با  آروبا جایگزین شد.

## کدهای کشور فیبا
فیبا از کدهای کشوری کمیتهٔ بین‌المللی المپیک برای بیشتر کشورهای عضو کمیتهٔ بین‌المللی المپیک استفاده می‌کند. برای اعضای غیر عضو و استثناها، فیبا از کدهای زیر استفاده می‌کند:
- انگلستان: ENG
- جبل طارق: GIB
- جزایر مارشال: MIS (IOC: MHL)
- مونتسرات: MAT
- کالدونیای جدید: CAL
- جزیره نورفک: NIS
- جزایر ماریانای شمالی: SAI
- اسکاتلند: SCO
- پلی‌نزی فرانسه: TAH
- جزایر تورکس و کایکوس: TCI
- ولز: WAL